# Nikolai Grigorjewitsch Sergejew
Nikolai Grigorjewitsch Sergejew (international auch: Nikolai Sergeyev; russisch Николай Григорьевич Сергеев, wiss. Transliteration Nikolaj Grigor'evič Sergeev; * 15. September 1876 in Sankt Petersburg; † 23. Juni 1951 in Nizza) war ein russischer Balletttänzer.

## Leben
Sergejew erhielt seine Ausbildung an der kaiserlichen Ballettschule St. Petersburg und war ab 1894 Tänzer im Ballettensemble des Mariinski-Theaters. Er entwickelte sich zum Solotänzer und zeigt bald auch sein choreografisches Talent. Ab 1904 war Sergejew, der ein autoritäres Regime führte, Intendant und ab 1914 Hauptspielleiter des Ensembles. Bis zum Jahre 1918 erstellte er die Choreografien für 21 Ballettstücke in der Stepanow-Notation.
Mit seinen nach 1921 geschaffenen Inszenierungen von La Fille mal gardée, Schwanensee, Der Nussknacker, Schneewittchen, Dörnröschen, Giselle und Coppélia wurde er auch in Westeuropa bekannt, wo er nach der Oktoberrevolution lebte.  Sergejew schrieb Choreografien für Djagilews Ballets Russes, das Markova-Dolin Ballet, Ballet Russe de Monte Carlo, das Ballett der Metropolitan Opera, Sadler’s Wells Ballet und das International Ballet.
Sein Werk übergab er an Mona Inglesby, heute befinden sich die Notationen im Fundus der Harvard Theater Collection.